# Сяргежа
Сяргежа — река в России, протекает по территории Кедрозерского сельского поселения Кондопожского района Республики Карелии. Длина реки — 18 км.

## Общие сведения
Река берёт начало из болота без названия и далее течёт преимущественно в северном направлении.
Сяргежа в общей сложности имеет четыре малых притока суммарной длиной 13 км.
Устье реки находится в 1,5 км по правому берегу реки Кондозерки на высоте 63 м над уровнем моря.
Кондозерка впадает в Кедрозеро, через которое протекает река Лижма, впадающая в Онежское озеро.
Населённые пункты на реке отсутствуют.
Код объекта в государственном водном реестре — 01040100612202000015461.